# Иванова, Мими
Мими Иванова Рибинска (родилась 28 декабря 1946 года в г. Хисаря, Болгария) — известная болгарская поп-певица.

## Биография
С детства пела и аккомпанировала на аккордеоне, по классу которого училась в музыкальной школе. В 1966 году окончила среднюю музыкальную школу в Пловдиве по специальности вокала. Первым профессиональным появлением на сцене для Мими Ивановой стал концертный тур в Москве и Одессе в 1966 году, вместе с джазовым оркестром пловдивского Дома Народной армии под руководством Веселина Николова. В 1973–74 годах Мими живёт и работает в Польше, где выступает с „Анджеем и Элизой“ и „Но-то-цо“.
В 1976 году с Развигором Поповым создаёт группу „Старт“.
Первый сингл певицы был выпущен в 1972 году фирмой „Мелодия“ в СССР, а первый долгоиграющий альбом — болгарской фирмой „Балкантон“ в 1975 году. Многие песни в альбомах Мими Ивановой написаны на музыку её мужа, Развигора Попова, а также композиторов Зорницы Поповой, Атанаса Косева, Найдена Андреева, Тончо Русева, Марии Ганевой и других.
В 1992 году вместе с Развигором Поповым открывает музыкальную школу с преподаванием сольфеджио и игры на синтезаторе. Школа существует при доме культуры имени Цанко Церковского (читалище „Цанко Церковски“) в Софии.
В 2001 году Мими Иванова дебютировала и на театральной сцене. По приглашению директора муниципального театра „Возрождение“ Мими играла Лису в детском спектакле „Бабушкин каравай“, вместе с профессиональными актёрами — Марой Чапановой, Даниэлем Цочевым, Зорницей Маринковой и др. Автор музыки к спектаклю — Развигор Попов, а режиссёр – Георгий Георгиев. Спектакль шёл с большим успехом и в последующие сезоны.
В 2018 году Иванова выступила с мужем на концерте в рамках XV Собора русофилов у водохранилища Копринка. Помимо своих хитов, она исполнила на русском языке песню «Алёша».

### Награды за исполнение
- 1971 — фестиваль „Золотой олень“ в Брашове (Румыния) – премия Румынского радио и телевидения за лучшее исполнение румынской песни (исполняла „После ночи приходит день“ румынского автора Жировяну)
- 1975 — фестиваль в Стамбуле (Турция) – особый приз
- 1976 — „Шлягер-фестиваль“ в  Дрездене (ГДР) – первый приз за исполнение немецкой песни („Хочу любить“ Арнта Баузе)
- 1977 — фестиваль „Братиславская лира“ в Братиславе (Чехословакия) – второй приз „Серебряная лира“ (за исполнение песни „Один день весны“ Развигора Попова)
- 1978 — фестиваль „Песни моря“ в городе Росток (ГДР) — третий приз
- 2006 — певица номинирована и награждена „Хрустальной лирой“ Союза музыкальных и танцевальных деятелей Болгарии.

### Награды за песни
В телевизионном конкурсе „Мелодия года“ (1976) — первое место с песней „Слънцето е в моите коси“ („Солнце в моих волосах“). Также многократно получала награды летнего радиоконкурса „Яворова пролет“, призы конкурса „Золотой Орфей“ (1974, 1975, 1979).

### Участие в жюри
Мими Иванова участвовала в жюри песенного конкурса «Бургас и море» (2018).

## Дискография
- „Мими Иванова“ (1975)
- „Мими Иванова и Старт“ (1979)
- „Автограф“ (1981)
- „Ало, ти ли си?“ – 2LP (1983)
- „Мими Иванова и Старт“ (1985)
- „Хей, момче“ (1987)
- „20 години Мими и Развигор“ (1993)
- „Съдба“ (1995)
- „Слънцето е в моите коси“ (1996)
- „Здравей, наместо сбогом“ (1996)
- „Вълкът и седемте козлета“ (2000)
- „Любими песни – 1“ (2003)
- „Любими песни – 2“ (2003)
- „Вълкът и седемте козлета“ (2004)
- „България, децата ни върни“ (2007)
- „Златни хитове 1“ (2016)
- „Мими Иванова и Развигор Попов – Златни хитове 2“ (2016)